# Olivia Colman
Sarah Caroline Olivia Sinclair, CBE (Norwich, 30 de janeiro de 1974) mais conhecida como Olivia Colman, é uma premiada atriz britânica. Ao longo de sua carreira, ela recebeu diversos prêmios, entre eles um Oscar, dois Emmys, quatro Prêmios BAFTA, três Globos de Ouro, e dois SAG Award.
Formada pela Escola de Teatro Bristol Old Vic, Colman fez sua estreia como atriz na sitcom Peep Show do Channel 4 (2003-2015). Seus outros papéis na TV incluem Green Wing (2004–2006), That Mitchell and Webb Look (2006–2008), Beautiful People (2008–2009), O Reverendo (2010–2014), Flowers (2016–2018) e Fleabag (2016–2019). Colman recebeu o BAFTA TV Award de melhor atriz em comédia por seu papel no programa Twenty Twelve (2011-2012) e de melhor atriz coadjuvante pelo seriado, Acusado (2012).
Ela recebeu aclamação da crítica e do público por seu desempenho na série de drama policial da ITV Broadchurch (2013–2017), que lhe rendeu o prêmio de melhor atriz da Academia Britânica de Televisão. Também participou da minissérie O Gerente Noturno de Susanne Bier, pelo qual ganhou o Globo de Ouro de melhor atriz coadjuvante em televisão. Entre 2019 e 2020, interpretou a Rainha Elizabeth II na série da Netflix, The Crown, ganhando um Globo de Ouro de melhor atriz em série dramática e um Emmy Awards.
No cinema, os papéis de Colman incluem Chumbo Grosso (2007), A Dama de Ferro (2011), Um Final de Semana em Hyde Park (2012), O Lagosta (2015) e Assassinato no Expresso do Oriente (2017), com destaque para Tiranossauro (2011), A Favorita (2018) e The Father (2020). A sua interpretação de Ana da Grã-Bretanha em A Favorita, deu a ela o Oscar de melhor atriz.

## Biografia
Colman nasceu em Norwich, Norfolk, filha de Mary Leakey, uma enfermeira, e de Keith Colman, um auditor oficial. Frequentou as escolas Norwich High School for Girls e Gresham's School. Mais tarde, frequentou a Universidade de Cambridge, onde estudou Educação Primária durante um semestre, ao mesmo tempo que David Mitchell, Robert Webb e Peter Serafinowicz. Enquanto esteve em Cambridge, fez parte do famoso grupo de teatro, Footlights.
Olivia Colman mudou de curso depois de passar apenas um semestre em Cambridge e foi estudar Representação na Bristol Old Vic Theatre School, tendo concluído os estudos em 1999.
Colman é casada com Ed Sinclair, um ator e escritor que conheceu na Universidade de Cambridge. Os dois são casados desde 2001 e têm três filhos.

## Carreira
Colman ganhou notoriedade graças ao seu papel de Sophie Chapman na série de comédia Peep Show (2003-2015). A atriz conheceu os criadores da série, David Mitchell e Robert Webb, nas audições para o grupo de teatro Footlights enquanto estudava Universidade de Cambridge e trabalhou com eles em vários projetos, incluindo nas séries de comédia The Mitchell and Webb Situation (2001) e That Mitchell and Webb Look (2006-2008).
Muita da carreira de Colman passou por séries de comédia britânicas como Green Wing (2004-2006), Beautiful People (2008-2009), Rev. (2010-2014) e Twenty Twelve (2011-2012), este último valeu-lhe um prémio BAFTA na categoria de Melhor Desempenho Feminino num Programa de Comédia em 2013. No mesmo ano, venceu ainda o BAFTA de Melhor Atriz Secundária pela sua participação na série dramática Accused.
Em 2014, Colman venceu mais um prémio BAFTA, desta vez na categoria de Melhor Atriz pelo seu trabalho na série Broadchurch, que estreou em 2013. Este papel valeu-lhe ainda uma nomeação na mesma categoria nos prémios Emmy Internacional.
Colman venceu o seu primeiro Globo de Ouro em 2017 pelo seu trabalho na série The Night Manager.
Olivia Colman recebeu elogios interpretando personagens em filmes dramáticos como Hannah em Tyrannosaur (2011), Carol Thatcher em A Dama de Ferro (2011), Isabel Bowes-Lyon em Um Final de Semana em Hyde Park (2012) e Bethan em Locke (2013).
Em 2017, foi anunciado que substituiria a atriz Claire Foy no papel de Rainha Isabel II na terceira temporada da série The Crown.

## Filmografia

### Cinema
| Ano  | Filme                               | Papel                  | Notas |
| ---- | ----------------------------------- | ---------------------- | --- |
| 2004 | Terkel in Trouble                   | Mãe de Terkel          | |
| 2005 | Zemanovaload                        | Produtora de televisão | |
| 2005 | One Day                             | Mãe de Ian             | Curta-metragem |
| 2006 | Confetti                            | Joanna                 | |
| 2007 | Hot Fuzz                            | Professora PC Doris    | |
| 2007 | Grow Your Own                       | Alice                  | |
| 2007 | I Could Never Be Your Woman         | Cabedeleira            | |
| 2007 | Dog Altogether                      | Anita                  | Curta-metragem |
| 2009 | Le Donk & Scor-zay-zee              | Olivia                 | |
| 2011 | Tyrannosaur                         | Hannah                 | Prêmios Silver Hugo de melhor atriz Empire Awards de melhor atriz London Film Critics' Circle de melhor atriz do ano Indicações Satellite Award de melhor atriz em cinema |
| 2011 | Arrietty                            | Homily                 | |
| 2011 | The Iron Lady                       | Carol Thatcher         | Prêmios London Film Critics Circle Award de melhor atriz do ano |
| 2012 | Hyde Park on Hudson                 | Isabel Bowes-Lyon      | Prêmios BIFA Award de melhor atriz coadjuvante |
| 2013 | I Give It a Year                    | Marriage Counsellor    | |
| 2014 | Locke                               | Bethan                 | |
| 2014 | Cuban Fury                          | Sam                    | |
| 2014 | Thomas & Friends: Tale of the Brave | Marion                 | Voz (UK/US) |
| 2015 | The Lobster                         | Hotel Manager          | |
| 2017 | Murder on the Orient Express        | Hildegarde Schmidt     | |
| 2018 | The Favourite                       | Ana da Grã-Bretanha    | Prêmios Oscar de Melhor Atriz BAFTA de Melhor Atriz Atlanta Film Critics Circle de Melhor Atriz Chicago Film Critics Association Award de Melhor Atriz Coadjuvante Coppa Volpi de Melhor Atriz British Independent Film Award de Melhor Atriz Critics' Choice Movie Award de Melhor Atriz em Comédia Critics' Choice Movie Award de Melhor Elenco em Cinema Globo de Ouro de melhor atriz em comédia ou musical Gotham Award de Melhor Elenco Kansas City Film Critics Circle Award de melhor atriz Los Angeles Online Film Critics Society de Melhor Elenco National Society of Film Critics Award de Melhor Atriz Satellite Award de Melhor Atriz - Comédia ou Musical Washington D.C. Area Film Critics Association de Melhor Elenco Indicações Critics' Choice Movie Award de Melhor Atriz Detroit Film Critics Society Award de Melhor Atriz Indiana Film Journalist Association de Melhor Atriz Coadjuvante Los Angeles Online Film Critics Society de Melhor Atriz St. Louis Gateway Film Critics Association de Melhor Atriz Washington D.C. Area Film Critics Association Award de Melhor Atriz SAG Award de Melhor Atriz Principal |
| 2019 | Them That Follow                    | Hope Slaughter         | |
| 2020 | The Father                          | Anne                   | |
| 2021 | The Mitchells vs. the Machines      | PAL                    | Voz |
| 2021 | Mothering Sunday                    | Mrs. Niven             | |
| 2021 | The Electrical Life of Louis Wain   | Narradora              | |
| 2021 | The Lost Daughter                   | Leda                   | |
| 2021 | Ron's Gone Wrong                    | Donka Pudowski         | Voz |
| 2022 | Joyride                             |                        | |
| 2022 | Empire of Light                     | Hilary Small           | Pós-produção |
| 2022 | Puss in Boots: The Last Wish        |                        | Voz |
| 2022 | Scrooge: A Christmas Carol          |                        | Voz; pós-produção |
| 2023 | Wonka                               | Dona Alva              | |

### Televisão
| Ano           | Series                                                    | Papel                        | Notas |
| ------------- | --------------------------------------------------------- | ---------------------------- | --- |
| 2000          | Bruiser                                                   | Vários personagens           | Seis episódios |
| 2001          | The Mitchell and Webb Situation                           | Vários personagens           | Cinco episódios |
| 2001          | People Like Us                                            | Personagem sem nome          | Episódio: 2ª Temporada, #1: "The Vicar" |
| 2001          | Mr Charity                                                | Mãe afligida                 | Episódio: 1ª Temporada, #5: "Nice to Feed You" |
| 2001          | Comedy Lab                                                | Linda                        | Daydream Believers: "Brand New Beamer" |
| 2002          | Rescue Me                                                 | Paula                        | Episódio: 1ª Temporada, #4 |
| 2002          | Holby City                                                | Kim Prebble                  | Episódio: 4ª Temporada, #45: "New Hearts, Old Scores" |
| 2002          | The Office                                                | Helena                       | Episódio: 2ª Temporada, #6 |
| 2003          | Gash                                                      | Vários personagens           | Três episódios |
| 2003          | Eyes Down                                                 | Mandy Foster                 | Episódio: 1.ª Temporada, #3: "Stars in Their Eyes" |
| 2003          | The Strategic Humor Initiative                            | Vários personagens           | |
| 2003–2010     | Peep Show                                                 | Sophie Chapman               | Nomeada—British Comedy Award para melhor atriz de comédia (2008) |
| 2004          | Black Books                                               | Tanya                        | Episódio: 3.ª Temporada, #2: "Elephants and Hens" |
| 2004          | Swiss Toni                                                | Linda Byron                  | Episódio: 2.ª Temporada, #1: "Troubleshooter" |
| 2004          | NY-LON                                                    | Lucy                         | Episódio: 1.ª Temporada, #5: "Something About Family" |
| 2004          | Coming Up                                                 | Recepcionista                | Episódio: 2.ª Temporada, #1: "The Baader Meinhoff Gang Show" |
| 2004–2006     | Green Wing                                                | Harriet Schulenburg          | |
| 2005          | Angell's Hell                                             | Belinda                      | |
| 2005          | Look Around You                                           | Pam Bachelor                 | Seis episódios |
| 2005          | Help                                                      | Personagem sem nome          | Episódio 1.6 |
| 2005          | The Robinsons                                             | Connie                       | Episódio: 1.ª Temporada, #3 |
| 2005          | Murder in Suburbia                                        | Ellie                        | Episódio: 2.ª Temporada, #6: "Golden Oldies" |
| 2005          | ShakespeaRe-Told                                          | Ursula                       | Episódio: 1.ª Temporada, #1: "Much Ado About Nothing" |
| 2006–2008     | That Mitchell and Webb Look                               | Vários personagens           | 13 episódios |
| 2007          | The Grey Man                                              | Linda Dodds                  | |
| 2007          | The Time of Your Life                                     | Amanda                       | Seis episódios |
| 2008          | Love Soup                                                 | Penny                        | Episódio: 2.ª Temporada, #2: "Integrated Logistics" |
| 2008          | Hancock and Joan                                          | Marion                       | Telefilme |
| 2008          | Consuming Passion                                         | Janet/Nurse Violetta Kiss    | Telefilme |
| 2008–2009     | Beautiful People                                          | Debbie Doonan                | 12 episódios |
| 2009          | Skins                                                     | Gina Campbell                | Episódio: 3.ª Temporada, #6: "Naomi" |
| 2009          | Midsomer Murders                                          | Bernice                      | "Small Mercies" |
| 2009          | Mister Eleven                                             | Beth                         | Dois episódios |
| 2010          | Doctor Who                                                | Mãe / Prisioneiro Zero       | Episódio: 5.ª Temporada, #1: "The Eleventh Hour" |
| 2010–2014     | Rev.                                                      | Alex Smallbone               | |
| 2011          | Exile                                                     | Nancy Ronstadt               | Três episódios |
| 2011–2012     | Twenty Twelve                                             | Sally Owen                   | Prêmios BAFTA TV Award de Melhor Atriz de Comédia (2013) Indicada BAFTA TV Award de Melhor Atriz de Comédia (2012) |
| 2012          | Accused                                                   | Sue                          | Episódio: 2ª Temporada, #2: "Mo's Story" Royal Television Society de Melhor Atriz Prêmios BAFTA TV Award de melhor atriz coadjuvante |
| 2012          | Bad Sugar                                                 |                              | |
| 2013-2017     | Broadchurch                                               | Detetive Ellie Miller        | Prêmios BAFTA TV Award de melhor atriz Satellite Award de Melhor Atriz em Série Dramática Indicações International Emmy de Melhor Atriz |
| 2013          | The Suspicions of Mr Whicher II: The Murder In Angel Lane | Susan Spencer                | |
| 2013          | Run                                                       | Carol                        | |
| 2013          | The Thirteenth Tale                                       | Margaret Lea                 | |
| 2013          | The Five(ish) Doctors Reboot                              | Ela mesma                    | |
| 2014          | Big Ballet                                                | Narradora                    | |
| 2014          | The 7.39                                                  | Maggie Matthews              | |
| 2014          | W1A                                                       | Sally Owens (Part. Especial) | |
| 2014          | The Secrets                                               |                              | |
| 2014          | Mr. Sloane                                                | Janet                        | |
| 2014-presente | Thomas & Friends                                          | Marion                       | Voz (UK/US) |
| 2016          | The Night Manager                                         | Angela Burr                  | Prêmios Globo de Ouro de Melhor Atriz Coadjuvante em Série, Minissérie ou Telefilme Satellite Award de melhor atriz coadjuvante em uma série, minissérie ou telefilme Indicações Primetime Emmy Award de Melhor Atriz Coadjuvante em Minissérie ou Telefilme |
| 2016-2018     | Flowers                                                   | Deborah Flowers              | |
| 2016-2019     | Fleabag                                                   | Godmother                    | Pendente Emmy de Melhor Atriz Coadjuvante em Série de Comédia (2019) |
| 2018-2019     | Les Misérables                                            | Madame Thénardier            | 4 episódios |
| 2019-presente | The Crown                                                 | Rainha Elizabeth II          | |
| 2022          | Heartstopper (Netflix)                                    | Sarah Nelson                 | 8 episódios |
| 2023          | Secret Invasion                                           | Sonya Falsworth              | [ 17 ] |
| TBA           | Great Expectations                                        | Srta. Havisham               | [ 18 ] |

## Principais prêmios e indicações

#### Oscar
| Ano  | Categoria                | Filme             | Resultado |
| ---- | ------------------------ | ----------------- | --------- |
| 2019 | Melhor Atriz             | The Favourite     | Venceu    |
| 2021 | Melhor Atriz Coadjuvante | The Father        | Indicado  |
| 2022 | Melhor Atriz             | The Lost Daughter | Indicado  |

#### Primetime Emmy Awards
| Ano  | Categoria                                           | Série             | Resultado |
| ---- | --------------------------------------------------- | ----------------- | --------- |
| 2016 | Melhor Atriz Coadjuvante em Minissérie ou Telefilme | The Night Manager | Indicado  |
| 2019 | Melhor Atriz Coadjuvante em Série de Comédia        | Fleabag           | Indicado  |
| 2020 | Melhor Atriz em Série Dramática                     | The Crown         | Indicado  |
| 2021 | Melhor Atriz em Série Dramática                     | The Crown         | Venceu    |
| 2024 | Melhor Atriz Convidada em Série de Comédia          | The Bear          | Indicado  |

#### Emmy Internacional
| Ano  | Categoria    | Série       | Resultado |
| ---- | ------------ | ----------- | --------- |
| 2014 | Melhor Atriz | Broadchurch | Indicado  |

#### Children's and Family Emmy Awards
| Ano  | Categoria                                                                    | Série        | Resultado |
| ---- | ---------------------------------------------------------------------------- | ------------ | --------- |
| 2022 | Melhor Performance Convidada em um Programa Pré-escolar, Infantil ou Juvenil | Heartstopper | Venceu    |

#### Globo de Ouro
| Ano  | Categoria                                   | Trabalho          | Resultado |
| ---- | ------------------------------------------- | ----------------- | --------- |
| 2017 | Melhor Atriz Coadjuvante em Televisão       | The Night Manager | Venceu    |
| 2019 | Melhor Atriz em Cinema - Comédia ou Musical | The Favourite     | Venceu    |
| 2020 | Melhor Atriz em Série Dramática             | The Crown         | Venceu    |
| 2021 | Melhor Atriz em Série Dramática             | The Crown         | Indicado  |
| 2021 | Melhor Atriz Coadjuvante em Cinema          | The Father        | Indicado  |
| 2022 | Melhor Atriz em Cinema - Drama              | The Lost Daughter | Indicado  |
| 2023 | Melhor Atriz em Cinema - Drama              | Empire of Light   | Indicado  |

#### SAG Awards
| Ano  | Categoria                         | Filme             | Resultado |
| ---- | --------------------------------- | ----------------- | --------- |
| 2019 | Melhor Atriz Principal            | The Favourite     | Indicado  |
| 2020 | Melhor Atriz em Série Dramática   | The Crown         | Indicado  |
| 2020 | Melhor Elenco em Série Dramática  | The Crown         | Venceu    |
| 2020 | Melhor Elenco em Série de Comédia | Fleabag           | Indicado  |
| 2021 | Melhor Elenco em Série Dramática  | The Crown         | Venceu    |
| 2021 | Melhor Atriz em Série Dramática   | The Crown         | Indicado  |
| 2021 | Melhor Atriz Coadjuvante          | The Father        | Indicado  |
| 2022 | Melhor Atriz Principal            | The Lost Daughter | Indicado  |

#### BAFTA
| Ano  | Categoria                             | Filme ou Série | Resultado |
| ---- | ------------------------------------- | -------------- | --------- |
| 2012 | Melhor Atriz em Série de Comédia      | Twenty Twelve  | Indicado  |
| 2013 | Melhor Atriz em Série de Comédia      | Twenty Twelve  | Venceu    |
| 2013 | Melhor Atriz Coadjuvante em Televisão | Accused        | Venceu    |
| 2014 | Melhor Atriz em Televisão             | Broadchurch    | Venceu    |
| 2015 | Melhor Atriz em Série de Comédia      | Rev.           | Indicado  |
| 2017 | Melhor Atriz em Série de Comédia      | Fleabag        | Indicado  |
| 2019 | Melhor Atriz em Cinema                | The Favourite  | Venceu    |

#### Critics' Choice Movie & Television Awards
| Ano  | Categoria                                           | Filme ou Série    | Resultado |
| ---- | --------------------------------------------------- | ----------------- | --------- |
| 2016 | Melhor Atriz Coadjuvante em Minissérie ou Telefilme | The Night Manager | Indicado  |
| 2019 | Melhor Atriz                                        | The Favourite     | Indicado  |
| 2019 | Melhor Atriz em Comédia                             | The Favourite     | Venceu    |
| 2019 | Melhor Elenco                                       | The Favourite     | Venceu    |
| 2020 | Melhor Atriz em Série Dramática                     | The Crown         | Indicado  |
| 2021 | Melhor Atriz em Série Dramática                     | The Crown         | Indicado  |
| 2021 | Melhor Atriz Coadjuvante em Cinema                  | The Father        | Indicado  |
| 2022 | Melhor Atriz                                        | The Lost Daughter | Indicado  |